# Herz ist Trumpf (1963)
Herz ist Trumph ist der dritte Fernsehfilm der achtteiligen Filmreihe Interpol (1963–1967).

## Handlung
Die US-amerikanische Polizei stellt wieder einmal gefälschte US-Dollars sicher. Die Serie ist seit einigen Jahren im Umlauf, aber bisher konnte die Quelle der Geldfälschung nicht ausgemacht werden. Der aktuelle Fund führt nun aber zu einem Sekretärinneninstitut und mit Hilfe von Interpol können diesmal die Urheber überführt werden.